# Karin Pleijel
Karin Hervor Margareta Pleijel, född Calander 19 augusti 1962 i Brämaregårdens församling i Göteborg, är en svensk miljöpartistisk politiker. Sedan valet 2022 är hon kommunalråd för miljö och klimat i det rödgröna styret samt gruppledare för Miljöpartiet i Göteborgs kommun.
Pleijel är uppväxt i Göteborg och utbildade sig till civilingenjör vid Chalmers tekniska högskola med examensår 1987. Senare byggde hon på med en gymnasielärarexamen inom tekniska ämnen, fysik och matematik. Hon har arbetat som forskningsingenjör vid IVL Svenska Miljöinstitutet 1987–2000 och som gymnasielärare vid Göteborgsregionens tekniska gymnasium 2000-2014. Efter valet 2014 blev Pleijel skolkommunalråd i Göteborgs kommun i det dåvarande rödgröna styret. Perioden 2018–2022 var Pleijel kommunalråd i opposition och gruppledare för Miljöpartiet i Göteborgs kommun.
Hon är gift med Håkan Pleijel.